# 진 (유유백서)
진(陣)은 《유유백서》에 등장하는 등장인물이다.

## 소개
마성술사팀의 멤버로 바람을 사용하고 하늘을 날아다니는 닌자로 풍술사. 비겁한 방법을 사용하는 바쿠겐을 마음에 들지 않고 정정당당히 싸우는 것을 좋아한다. 유스케와 붙으나 무승부로 끝난다. 후에 겐카이에게 수행을 받는다.